# Aserbaidschanischer Fußballpokal 1992
Der Aserbaidschanischer Fußballpokal 1992 war die erste Austragung des Pokalwettbewerbs im Fußball in Aserbaidschan nach der Unabhängigkeit von der Sowjetunion. Pokalsieger wurde der FK İnşaatçı Baku, der sich im Finale gegen den FK Kür Mingəçevir nach Verlängerung durchsetzte.

## Modus
In allen Runden wurde der Sieger in einem Spiel ermittelt. Stand es nach der regulären Spielzeit von 90 Minuten unentschieden, kam es zur Verlängerung von zweimal 15 Minuten und falls danach immer noch kein Sieger feststand zum Elfmeterschießen.

## Teilnehmer
| Premyer Liqası (12) Gruppe A000000000000000Gruppe B                                                                 | Premyer Liqası (12) Gruppe A000000000000000Gruppe B                                                |
| --- | -------------------------------------------------------------------------------------------------- |
| - Neftçi Baku PFK - FK Xǝzǝr Sumqayıt - FK İnşaatçı Baku - FK Kür Mingəçevir - FK Çıraqqala Siyəzən - Nicat Maştağa | - PFK Turan Tovuz - FK Kəpəz - FK Taraggi Baku - FK Kürmük Qax - FK Azeri Baku - FK Pambiqçi Bərdə |

## Achtelfinale
| Datum      |                      | Ergebnis |                 |
| ---------- | -------------------- | -------- | --------------- |
| 15.08.1992 | FK Pambiqçi Bərdə    | 2:0      | Nicat Maştağa   |
| 15.08.1992 | PFK Turan Tovuz      | 1:0      | FK Kəpəz        |
| 15.08.1992 | FK Xǝzǝr Sumqayıt    | 5:0      | FK Azeri Baku   |
| 16.08.1992 | FK Kürmük Qax        | 0:1      | Neftçi Baku PFK |
|            | FK İnşaatçı Baku     | Freilos  |                 |
|            | FK Taraggi Baku      | Freilos  |                 |
|            | FK Çıraqqala Siyəzən | Freilos  |                 |
|            | FK Kür Mingəçevir    | Freilos  |                 |

## Viertelfinale
| Datum      |                   | Ergebnis |                      |
| ---------- | ----------------- | -------- | -------------------- |
| 20.08.1992 | FK Pambiqçi Bərdə | 1:2      | FK Kür Mingəçevir    |
| 20.08.1992 | FK Taraggi Baku   | 3:1      | PFK Turan Tovuz      |
| 21.08.1992 | FK Xǝzǝr Sumqayıt | 5:1      | FK Çıraqqala Siyəzən |
| 21.08.1992 | Neftçi Baku PFK   | 1:2      | FK İnşaatçı Baku     |

## Halbfinale
| Datum      |                  | Ergebnis              |                   |
| ---------- | ---------------- | --------------------- | ----------------- |
| 22.08.1992 | FK Taraggi Baku  | 0:2                   | FK Kür Mingəçevir |
| 23.08.1992 | FK İnşaatçı Baku | 1:1 n. V. (5:4 i. E.) | FK Xǝzǝr Sumqayıt |

## Finale
| Paarung   | FK İnşaatçı Baku – FK Kür Mingəçevir                                         |
| Ergebnis  | 2:1 n. V. (1:1, 1:0)                                                         |
| Datum     | 30. August 1992                                                              |
| Stadion   | Tofiq-Bəhramov-Stadion, Baku                                                 |
| Zuschauer | 4.000                                                                        |
| Tore      | 1:0 Şəhriyar Quseinov (27.) 1:1 Mehman Baxışev (83.) 2:1 İlham Əliyev (101.) |